# Madonna della Vittoria
De Madonna della Vittoria (Madonna van de overwinning) is een schilderij uit 1495-96 van Andrea Mantegna. Sinds 1798 maakt het deel uit van de collectie van het Louvre in Parijs, waar het te zien is in de Grande Galerie. 

## Geschiedenis
Op 6 juli 1495 vocht het Franse leger van Karel VIII tegen de troepen van de Heilige Liga in de slag bij Fornovo. De Liga, die onder bevel stond van Francesco II Gonzaga, markies van Mantua, was een alliantie van enkele grootmachten die de Franse overheersing van Italië wilden voorkomen. Paus Alexander VI had het bondgenootschap gesloten met keizer Maximiliaan I, Ferdinand de Katholieke, de Republiek Venetië en Ludovico Sforza, de hertog van Milaan. Hoewel de verliezen aan de kant van de Liga groter waren en het leger van Karel VIII niet vernietigd werd, trok de koning zich terug naar Frankrijk en claimde Francesco II Gonzaga de overwinning. 
Twee jaar voor de slag had Daniele da Norsa, een Joodse bankier, een huis gekocht in Mantua. Hij had toestemming gekregen om een afbeelding van de Maagd Maria dat de gevel sierde, te verwijderen. Dit leidde echter tot grote woede onder de bevolking. Na de slag bij Fornove herinnerde Francesco Gonzanga zich dit voorval en beval om weer een afbeelding aan te brengen. Zijn broer Sigismondo Gonzaga, die met de opdracht belast was, gaf er samen met Girolami Redini, een augustijner monnik, een andere draai aan en bestelde bij de hofschilder Mantegna een groot schilderij om de overwinning bij Fornovo te gedenken, te betalen door de bankier. Later bedacht een andere geestelijke, Marco Antonio da Porto, dat het huis van de bankier omgebouwd moest worden tot een kerk, gewijd aan de Maagd. Op de eerste verjaardag van de overwinning in 1496 werden de kerk en het altaarstuk plechtig ingewijd.
Het schilderij was een van de kunstwerken die door de Fransen werden geroofd tijdens de Napoleontische invasie van Italië. In 1798 werd het tentoongesteld in het Louvre. Het schilderij werd nooit teruggegeven.

## Voorstelling
Het schilderij is een voorbeeld van een sacra conversazione, een voorstelling van de Madonna met kind omringd door enkele heiligen. Maria zit op een hoge troon versierd met bas-reliëfs. De basis van de troon is versierd met voluten en leeuwenpoten en heeft een medaillon met de tekst "REGINA / CELI LET / ALLELVIA" De ronde basis daaronder heeft een bas-reliëf van de zondeval en twee andere reliëfs die nauwelijks zichtbaar zijn. Boven de fijn ingelegde troonrug bevindt zich een grote zonneschijf, versierd met gevlochten patronen en glaskralen.
Jezus staat op de schoot van Maria met twee rode bloemen in zijn hand, symbolen van de passie. Francisco Gonzaga knielt voor de troon, gekleed in een harnas. Met een glimlachende en dankbare gezichtsuitdrukking ontvangt hij de zegening die Maria met een hand boven zijn hoofd maakt. Deze goddelijke bescherming wordt ook gesymboliseerd door de mantel van Maria waarmee een van de heiligen hem bedekt.
Aan de andere kant van de troon staat Johannes de Doper, weergegeven als een naakt kind. Hij houdt het kruis in zijn hand waaraan een gebedsriem hangt met de typische zinsnede “ECCE / AGNVS / DEI ECCE / Q [VI] TOLL / IT P [ECCATA] M [VNDI]" Zijn moeder Elisabet, beschermheilige van Isabella d'Este, echtgenote van Francisco, knielt naast hem en houd een rozenkrans vast. Van links naar rechts zijn naast Maria nog vier heiligen te zien.
- de aartsengel Michaël, met zwaard, die een van de flappen van Maria’s mantel vasthoudt.
- Andreas, met een lange staf met het kruis.
- Longinus, de Romeinse hoofdman die volgens de traditie de relikwie van het bloed van Christus naar Mantua bracht. Hij is herkenbaar aan de helm en de lange rode speer, waarmee hij de zijde van Christus zou hebben doorboord. Longinus en Andreas waren patroonheiligen van Mantua.
- Joris, met de gebroken lans en gekleed in een prachtig versierd pantser. Hij houdt de andere kant van de mantel vast.

Het tafereel speelt zich af in een apsis die gevormd wordt door een pergola van bladeren, bloemen en vruchten, waar meerdere vogels in te zien zijn. Mantegna heeft het versierde houten frame aan de voorzijde duidelijk zichtbaar gelaten. Bovenin de archivolt is een schelp aangebracht, symbool van de Madonna als de nieuwe Venus. Hieraan zijn strengen met kralen van koraal en bergkristal bevestigd en een groot stuk rood koraal, een symbool om onheil af te weren en een verwijzing naar het bloed van de passie. Het geheel is een symbool voor het paradijs, de hemelse tuin die mensen op voorspraak van de Madonna binnen kunnen treden. De aanwezigheid van een geelkuifkaketoe op het schilderij, links van Maria's hoofd, verraadt dat er handel was met het Australaziatisch gebied lang voor de Europese ontdekkingsreizen. 
De piramidale compositie met als top de troon van de Maagd Maria is afgeleid van een iconografisch model dat vanaf ongeveer 1475 wijdverspreid raakte in Italië. Beroemde eerdere voorbeelden zijn het altaarstuk van San Cassiano van Antonello da Messina (1475-1476) en het altaarstuk van de Santa Maria in Porto door Ercole de' Roberti (1479-81). Hoewel het Montefeltro-altaarstuk van Piero della Francesca (1472-74) geen piramidale opbouw heeft, kent het veel overeenkomsten met de Madonna della Vittoria, zoals de knielende schenker in harnas, de apsis en de schelp aan het plafond. De bijzondere rijkdom aan kleuren en versieringen is ook terug te vinden in andere werken van Mantegna zelf uit deze jaren, vooral in het ongeveer even grote Trivulzio-altaarstuk.

## Afbeeldingen

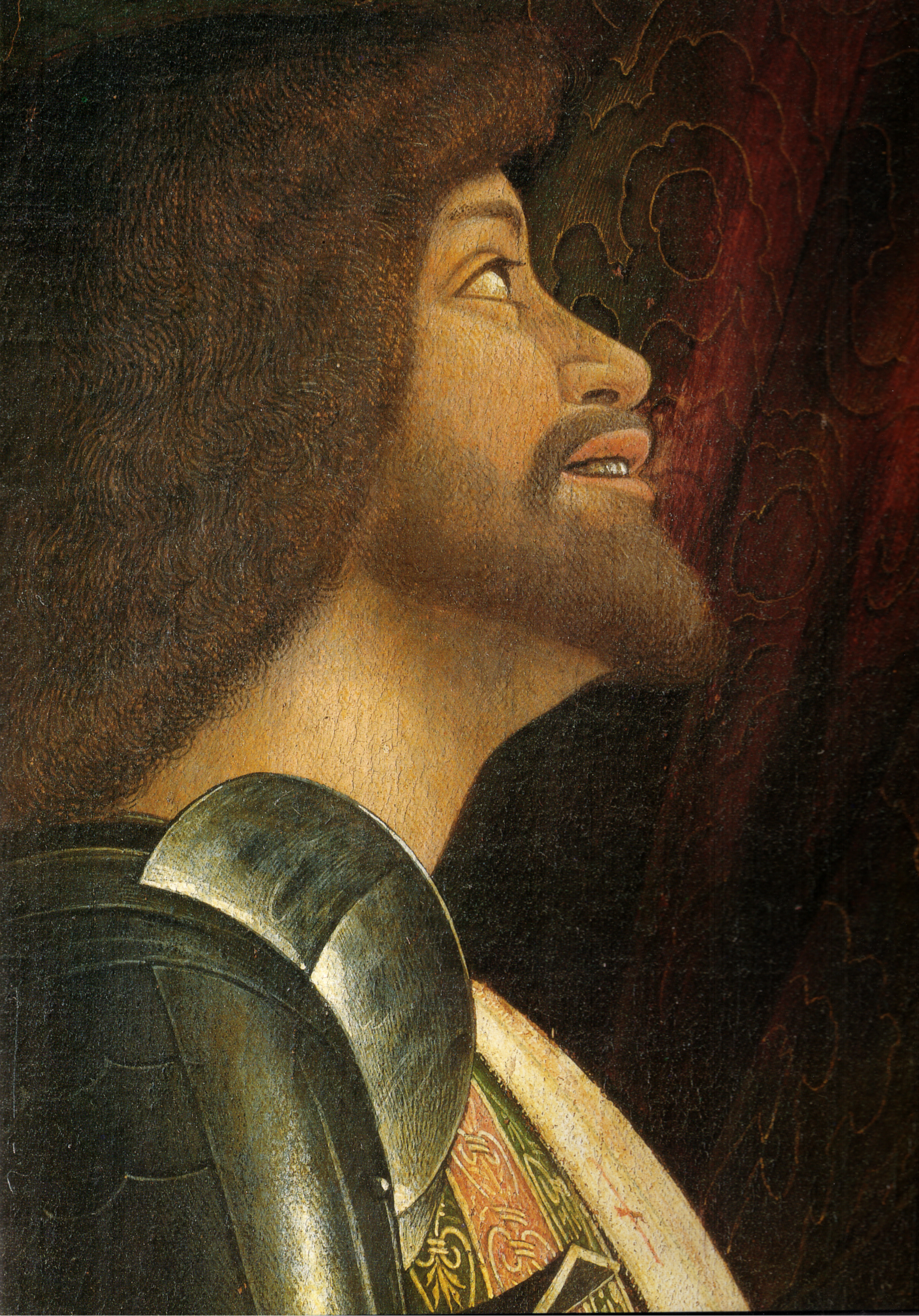
Detail
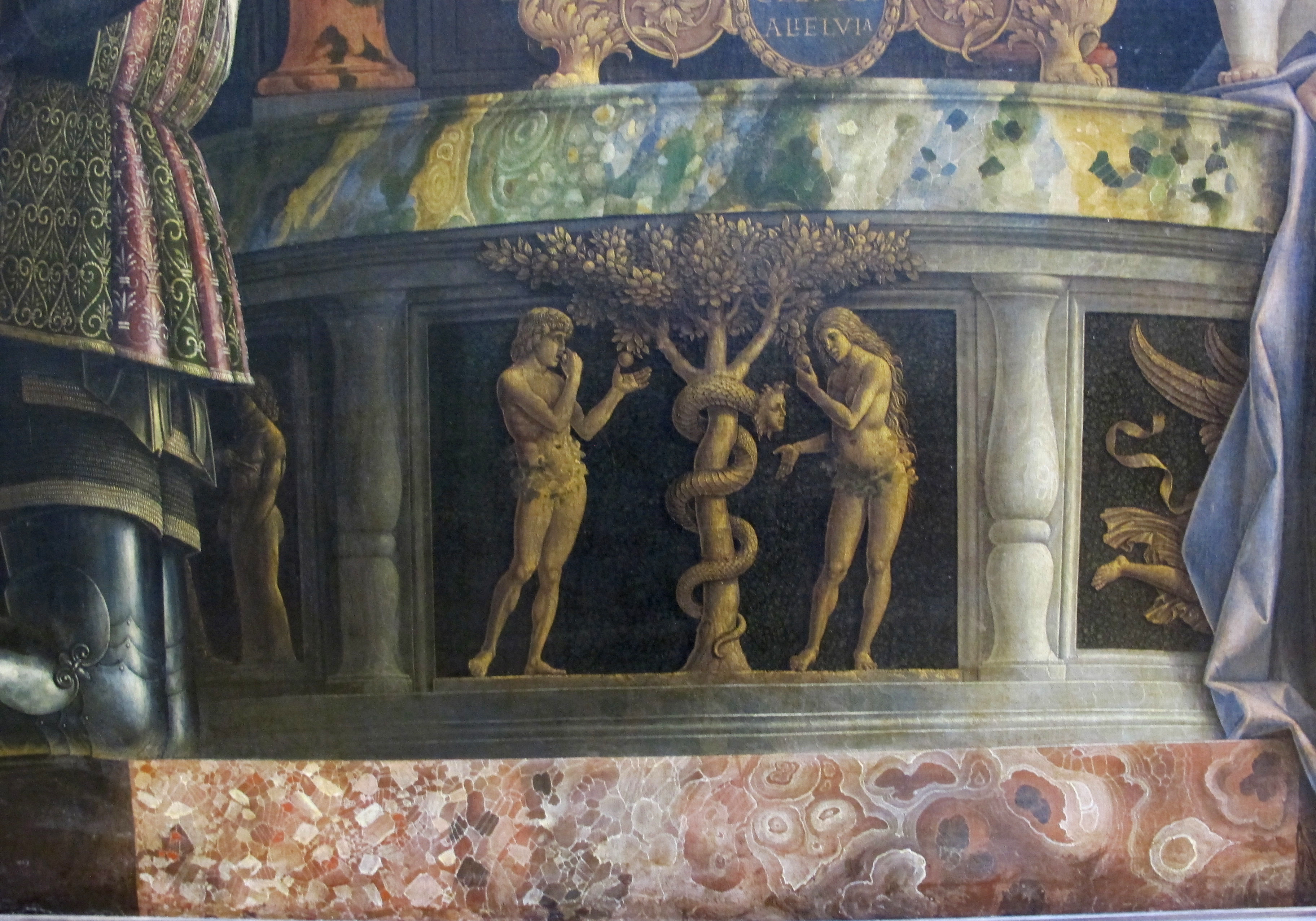
Detail
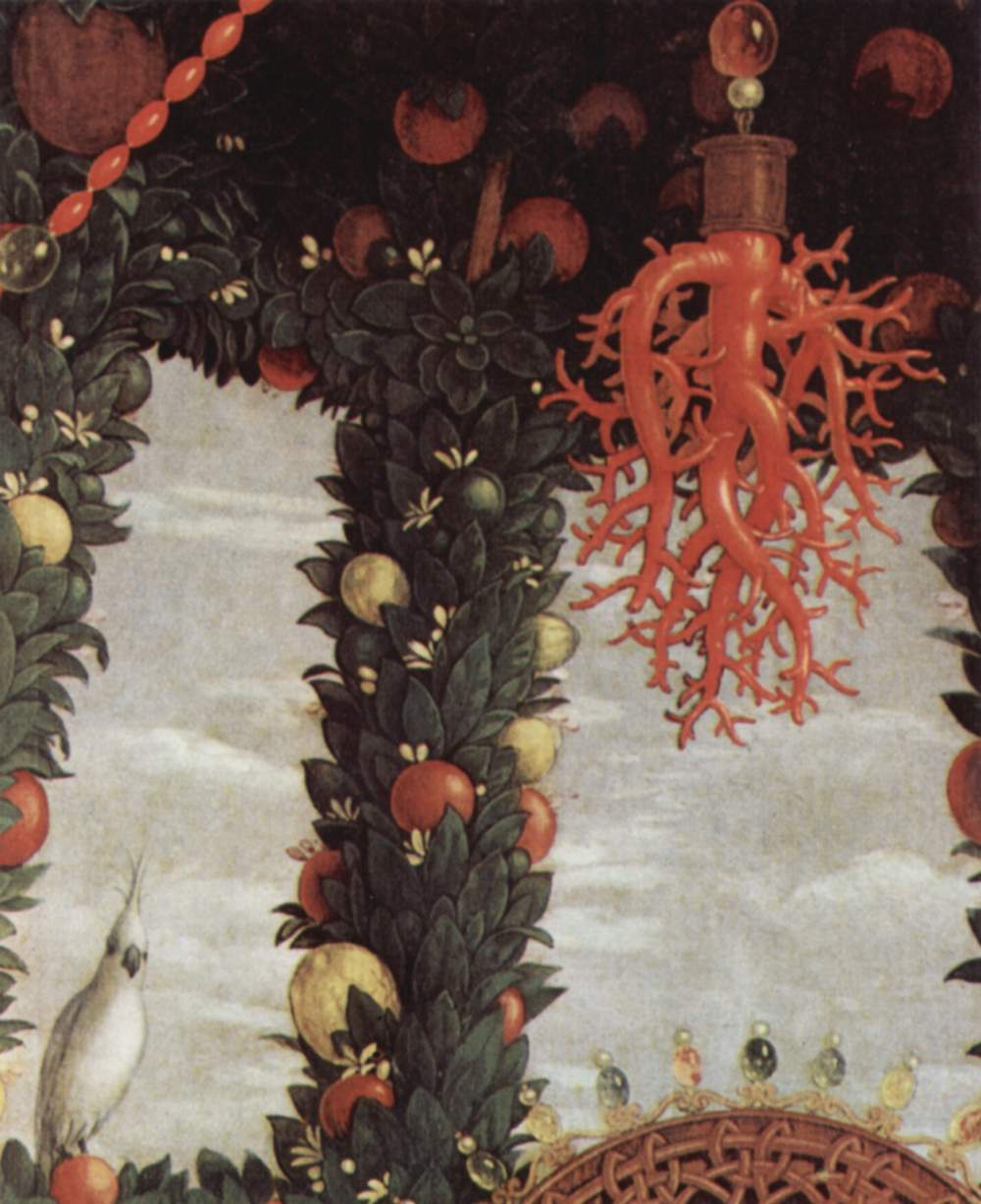
Detail
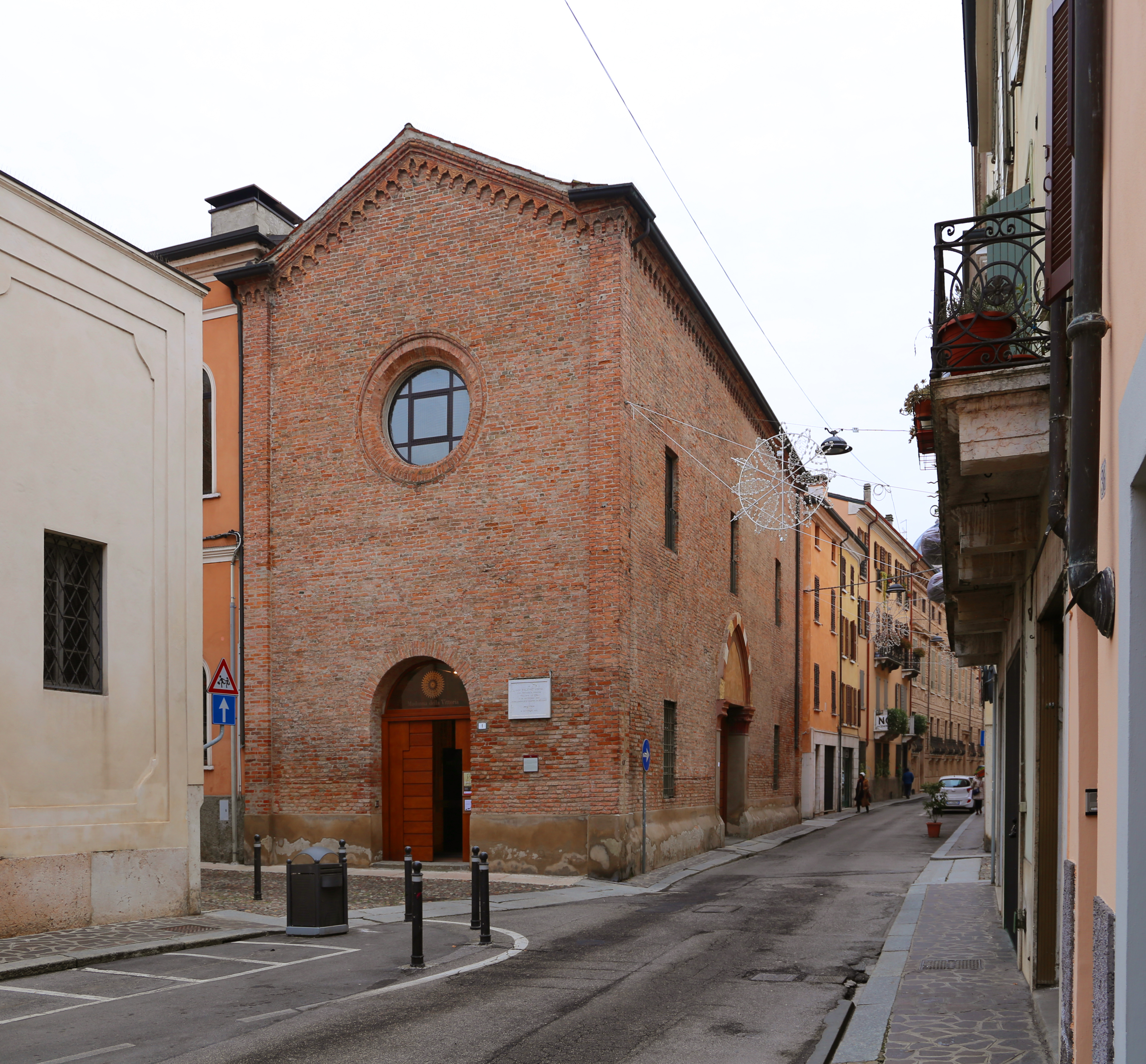
Santa Maria delle Vittoria, Mantua
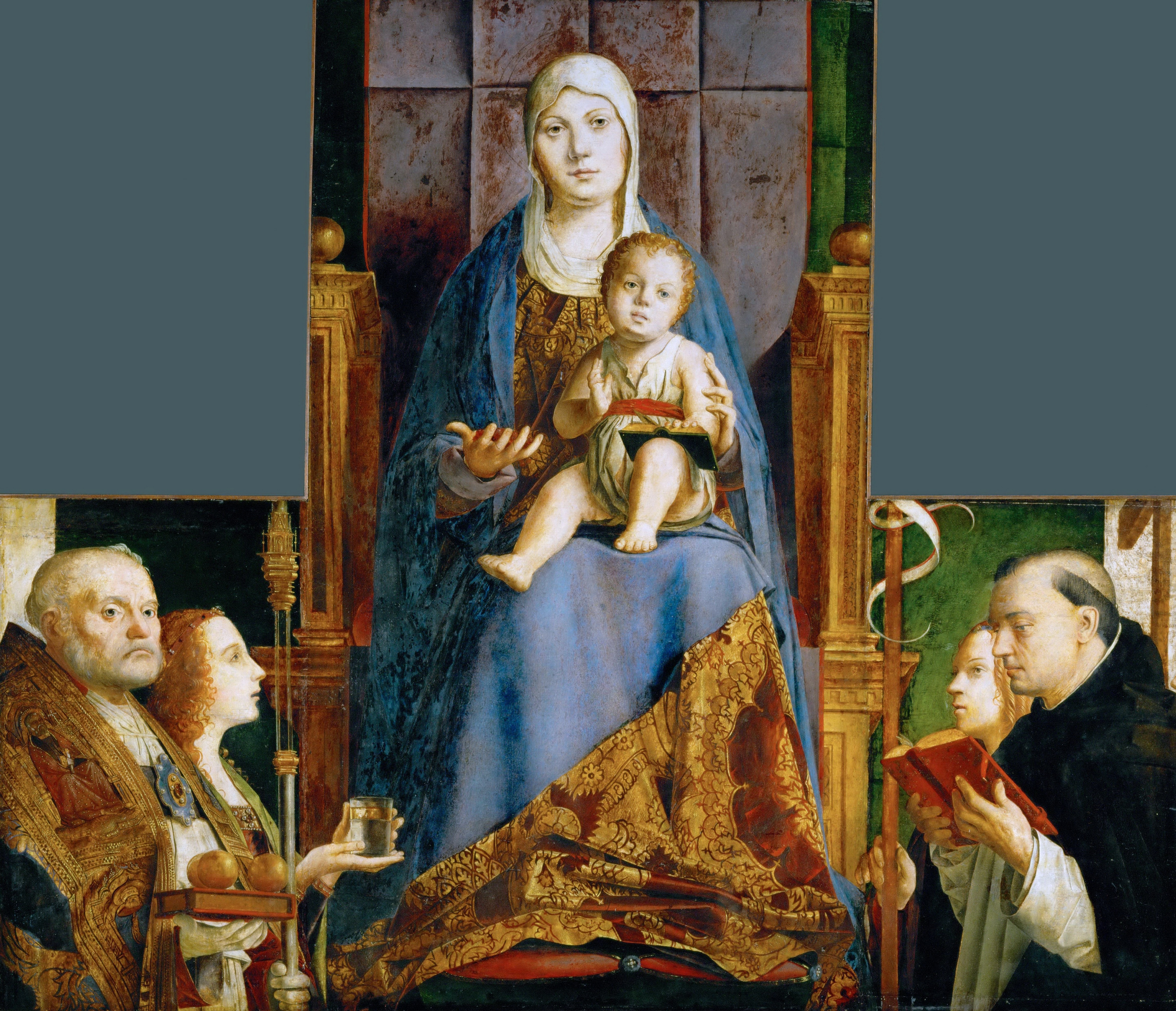
Altaarstuk van San Cassiano - Antonello da Messina
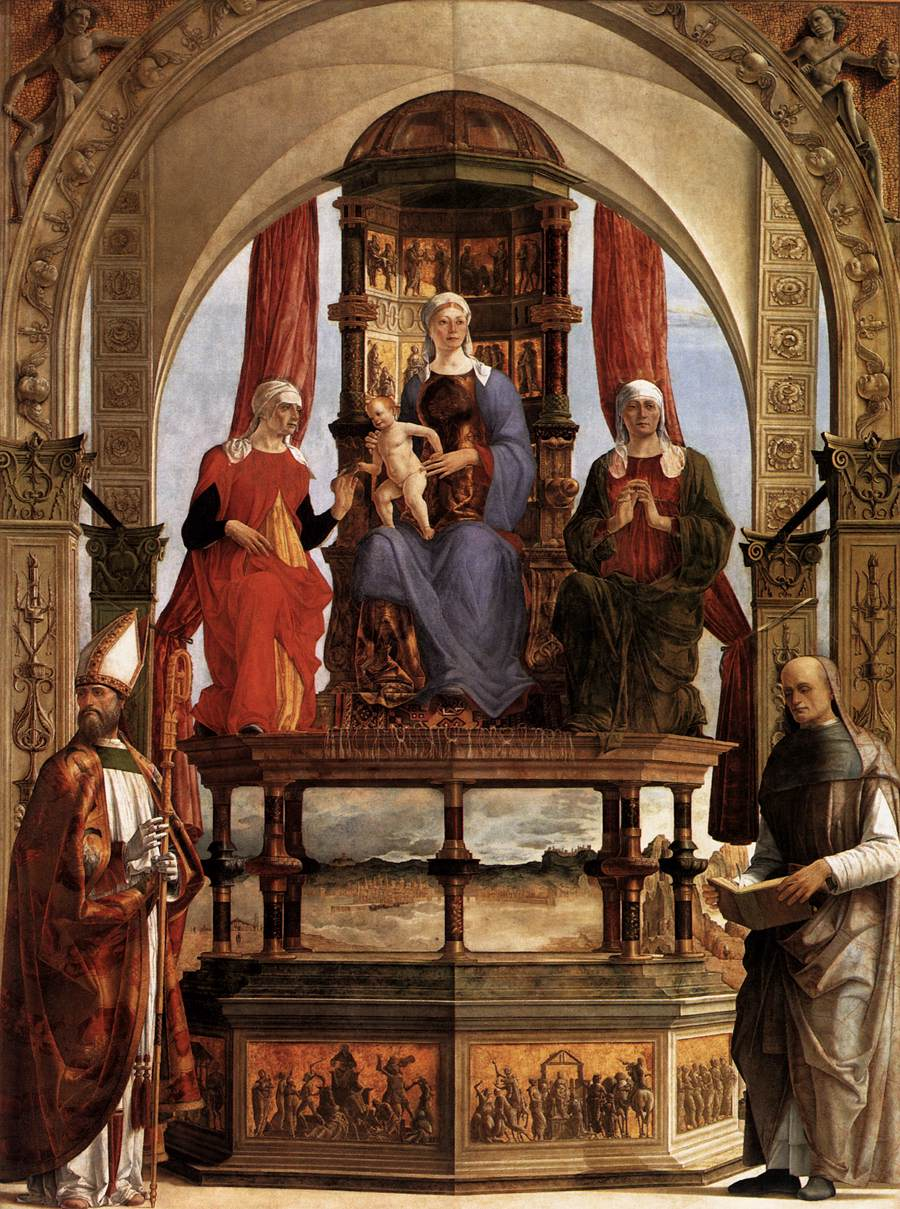
Altaarstuk van de Santa Maria in Porto - Ercole de' Roberti
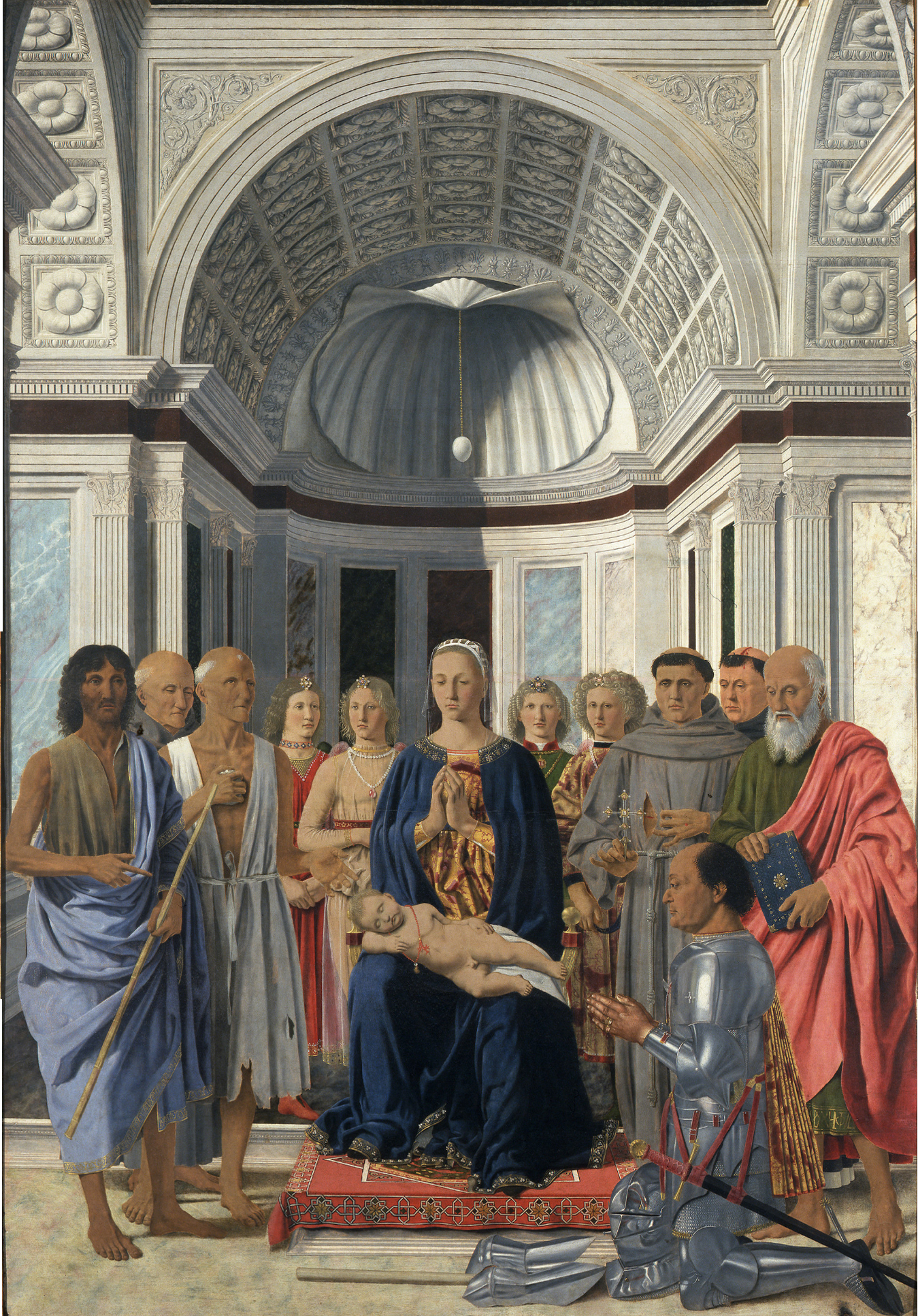
Montefeltro-altaarstuk - Piero della Francesca
Trivulzio-altaarstuk